# Assassin's Creed Discovery Tour
Assassin's Creed Discovery Tour est un mode éducatif du jeu Assassin's Creed permettant aux joueurs de découvrir certains monuments et sites historiques reconstitués de manière virtuelle. Ce mode est actuellement disponible pour Assassin's Creed Origins, Assassin's Creed Odyssey et Assassin's Creed Valhalla.
La première version est l'adaptation d'Assassin's Creed Origins qui a été proposée au grand public le 20 février 2018.

## Gameplay
Dans ce mode de jeu, il est possible de visiter et d'explorer différents lieux dans un monde ouvert sans à avoir à vivre la violence du jeu de base. Il est possible de visiter différentes régions et différents axes spécifiques comme la politique, la religion, des monuments célèbres, la vie quotidienne, les guerres... Des questionnaires sont également mis à disposition des joueurs afin que les joueurs puissent retravailler la matière après leurs découvertes.
Pour découvrir les lieux, il faut réaliser différentes visites sous forme de promenades qui font environ une dizaine de minutes.

## Éducation

### Avantages
Le jeu Assassin's Creed possède plusieurs avantages pour une utilisation en classe.
Une première recherche a été réalisée à proximité de Montréal, au Canada, où près de 300 élèves ont utilisé la version pédagogique du jeu. Les conclusions des recherches ont permis de se rendre que les joueurs étaient plus motivés et impliqués dans le travail à réaliser. De plus, ils ont également mieux retenu la matière.
À la suite d'une expérimentation datant de 2019 réalisée auprès près de 2000 élèves, la conclusion était que, à la suite d'un apprentissage préalable, l'utilisation du jeu d'Ubisoft permettait la consolidation des connaissance des élèves. Ils ont également perçu une motivation et un engagement accrus des étudiants ainsi qu'une meilleure collaboration entre ces derniers...

### Critiques
Certains ont plutôt tendance à critiquer l'utilisation de ce jeu, notamment parce qu'il est plutôt fait dans le style d'une émission télévisée, où les joueurs sont passifs. De plus, certains éléments visuels du jeu ne correspondent pas à la réalité historique.